# Джакомо, Ванесса
Ване́сса Ме́ндес да Си́лва Ли́ма (порт.-браз. Vanessa Mendes da Silva Lima), наиболее известная как Ванесса Джако́мо (порт.-браз. Vanessa Giácomo; род. 29 марта 1983, Волта-Редонда, Рио-де-Жанейро) — бразильская актриса и сценарист. Начала свою карьеру в роли Зуки в телесериале «Кабокла», а затем сыграла Жулиану Кастроневес в телесериале «Сеньорита», Лусиану Негропонте в «Два лица», Розинью в «Рай», Селеста в «Укуси и подуй», Мальвина в «Габриэла», Алине Норонья в «Любовь к жизни», Тойю в «Правила игры», Антонию Алмейда в «Лови, лови» и Леонору в «Пересечение».

## Биография и карьера
Родилась 29 марта 1983 года в небольшом городке Волта-Редонда, где и прошло всё её детство. Начиная свою карьеру, Ванесса решила взять более звучную и менее распространённую фамилию, выбрав Джакомо — фамилия, которую носил её дедушка, который был выходцем из Италии. С юного возраста её можно было увидеть в постановках, которые организовывал местный театр.
Как только девушке исполнилось 18 лет, она и её мать переехали в крупнейший ближайший город, Рио-де-Жанейро, Ванесса стала принимать участие в кастингах.
Сначала ей давали крохотные, незаметные роли — в телесериалах «Присутствие Аниты» или «Тренировки», которые показывал канал Globo. Однако настоящая карьера началась, когда Ванесса познакомилась с Рикардо Ваддингтоном, известным бразильским режиссёром, который предложил ей пройти кастинг на роли в его телесериалах.
Серьёзной и значимой ролью актрисы, первой в её карьере, стала роль в телесериале «Кабокла» в 2004 году, который был снят Рикардо Ваддинтоном. Первоначально на это место претендовала другая актриса, однако она отказалась от участия в съёмках, и, отбросив четырнадцать других кандидатур, режиссёр остановил свой выбор на Ванессе. За прекрасную игру Ванесса была удостоена премии за лучший дебют года.
После этого успеха Бенедито Руи Барбоза, известный бразильский писатель-сценарист, предложил Ванессе Джакомо сотрудничество в ещё одной своей теленовелле - «Сеньорита», которая вышла в свет спустя 2 года. В промежутке между этими работами Ванесса снялась в четырёхсерийном мини-сериале "Клара и Машина времени".
Затем у Ванессы настала серая полоса в карьере. Она снималась регулярно, но в небольших или эпизодических ролях, связано это было в т. ч. и семейной жизнью - именно в этот период Ванесса родила двоих сыновей, и ей приходилось разрываться между съёмками и семьёй. С другой стороны, в этот же период Ванесса Джакомо снялась в главных ролях в двух кинофильмах - «Мария поёт» и «Остров рабов», а на съёмках сериала «Два лица» она познакомилась с режиссёром Вольфом Майя. В дальнейшем это знакомство будет иметь большое значение для её карьеры.
В 2015 году Ванесса стала «Лучшей актрисой года» за исполненную ею роль злодейки Алини в сериале «Любовь к жизни».

## Личная жизнь
Во время съёмок в своём первом телесериале Ванесса познакомилась с Даниэлем де Оливейрой и через три года после начала отношений в 2007 году вышла за него замуж. Много журналистов писали об этой паре как о идеальной. У супругов родилось двое детей: в 2008 году — сын Рауль, в 2010 году — сын Моисей. Однако, наличие сыновей не удержало пару от развода: Ванесса и Даниэль расстались в 2012 году.
В 2013 году актриса стала встречаться с предпринимателем Джузеппе Диогуарди, другом юности. В 2014 году у пары родилась дочь Мария.

## Фильмография

### Телесериалы
| Год  | Название                      | Оригинал                           | Роль                 | Комментарий    |
| ---- | ----------------------------- | ---------------------------------- | -------------------- | -------------- |
| 2001 | Присутствие Аниты             | Presença de Anita                  |                      | эпизод         |
| 2002 | Тренировки                    | Malhação                           |                      | эпизод         |
| 2004 | Кабокла                       | Cabocla                            | Зука                 |                |
| 2005 | Клара и Машина времени        | Clara e o Chuveiro do Tempo        | Лиа                  | мини-сериал    |
| 2006 | Сеньорита                     | Sinhá Moça                         | Жулиана              |                |
| 2007 | Два лица                      | Duas Caras                         | Лусиана              |                |
| 2007 | Амазония                      | Amazônia, de Galvez a Chico Mendes | Ильза                | эпизод         |
| 2009 | Рай                           | Paraíso                            | Розинья              |                |
| 2009 | Лица и рты                    | Caras & Bocas                      | Мириам               | эпизод         |
| 2011 | Укуси и подуй                 | Morde & Assopra                    | Селести              |                |
| 2012 | Габриэла                      | Gabriela                           | Мальвина             |                |
| 2013 | Любовь к жизни                | Amor à Vida                        | Алини                |                |
| 2014 | Женщина в его жизни           | A Mulher da Sua Vida               | Фернанда             | мини-сериал    |
| 2014 | Империя                       | Império                            | Элиани (в молодости) |                |
| 2015 | Правила игры                  | A Regra do Jogo                    | Тойя                 |                |
| 2017 | Догоняшки (теленовелла)       | Pega Pega                          | Антония              |                |
| 2017 | Обратная сторона рая          | O Outro Lado do Paraíso            | Таис                 | эпизод         |
| 2018 | Седьмой хранитель             | O Sétimo Guardião                  | Стела                |                |
| 2021 | Дочери Евы                    | Filhas de Eva                      | Клео                 | мини-сериал    |
| 2022 | Храбрые перед лицом опасности | Cara e Coragem                     | камео                | эпизод         |
| 2022 | Пересечение                   | Travessia                          | Леонор               |                |
| 2023 | Чёрный дождь                  | Chuva Negra                        | Джулия               | мини-сериал    |
| 2024 | Игра, изменившая историю      | O jogo que mudou a História        | Марта                | мини-сериал    |
| 2025 | Роковая красота               | Beleza Fatal                       | Клео                 |                |
| 2025 | Витория (Португалия)          | Vitoria                            | Изабель              | в производстве |

### Кино
| Год  | Название              | Роль        | Участие     |
| ---- | --------------------- | ----------- | ----------- |
| 2006 | Мария поёт            | Мария       |             |
| 2007 | 12 подвигов           | Симоне      |             |
| 2008 | Остров рабов          | Мария       |             |
| 2009 | Жан-Шарль             | Вивиан      |             |
| 2009 | Мальчик у ворот       | Жулиана     |             |
| 2011 | Восьмичасовая новелла | Аманда Лима |             |
| 2011 | Гномео и Джульетта    | Джульетта   | Озвучивание |
| 2013 | Одиночество           | Женщина     |             |
| 2015 | Диван на двоих        | Эдуарда     |             |
| 2025 | Вера в чудо           | Рене        |             |